# Edmund Riedl
Edmund Franciszek Riedl (ur. 2 czerwca 1854 we Lwowie, zm. 23 sierpnia 1916 tamże) – kupiec, poseł na galicyjski Sejm Krajowy.

## Życiorys
Urodził się 2 czerwca 1854 we Lwowie. Jego ojciec, Joseph Riedl, był kupcem pochodzenia austriackiego. Matka Edmunda z domu Breymeyer była córką Sebastiana Breymeyera i Anny von Kukenthal.
Jako dziesięciolatek wraz z innymi chłopcami z dzielnicy Łyczaków we Lwowie pomagał uczestnikom powstania styczniowego 1863. W marcu 1876 wraz z Wacławem Koszczycem utworzyli, w domu Edmunda, Konfederację Narodu Polskiego, która oprócz Lwowa objęła swoją działalnością również część zaboru pruskiego, w tym Poznań, a swoje przedstawicielstwa miała w Wiedniu, Rzymie i w Turcji. Celem Konfederacji było przygotowanie walki zbrojnej przeciw Rosji z poparciem Turcji. Liczono także na przychylność Austrii. Z ramienia Rady Generalnej KNP Edmund Riedl odbywał liczne podróże służbowe do Wiednia i Warszawy. W styczniu 1878 roku wszedł w skład Rządu narodowego KNP, który jednak wkrótce się rozwiązał.
W 1880 roku Edmund Franciszek Riedl utworzył własne przedsiębiorstwo handlowe – firmę „Edmund Riedl, skład towarów kolonialnych, win i nasion”, która osiągała znaczące sukcesy zajmując się handlem towarów luksusowych takich jak kawa, herbata, wina, koniaki, likiery i inne artykuły kolonialne, jak też nasiona i narzędzia rolnicze. Pozostawał zaangażowany w działalność społeczno-polityczną. Był założycielem i prezesem Rady Zwiadowczej Galicyjskiego Banku Kupieckiego. Przez około 20 lat był członkiem Rady Miejskiej we Lwowie (1893-1899, 1901-1914), zajmując się między innymi budownictwem i robotami publicznymi. W 1914 roku został Prezesem Rady Nadzorczej Miejskiej Kasy Oszczędności. W tym samym roku został wybrany posłem na Sejm Królestwa Galicji, jako reprezentant Lwowa z III kurii. Po wybuchu I wojny światowej wszedł w skład Naczelnego Komitetu Polskiego.
Ożeniony z Kazimierą Wolińską, miał sześcioro dzieci – trzech synów: Edmunda, Kazimierza i Tadeusza, oraz trzy córki: Jadwigę, Stefanię i Janinę. Jego wnukiem jest profesor Tadeusz Riedl.

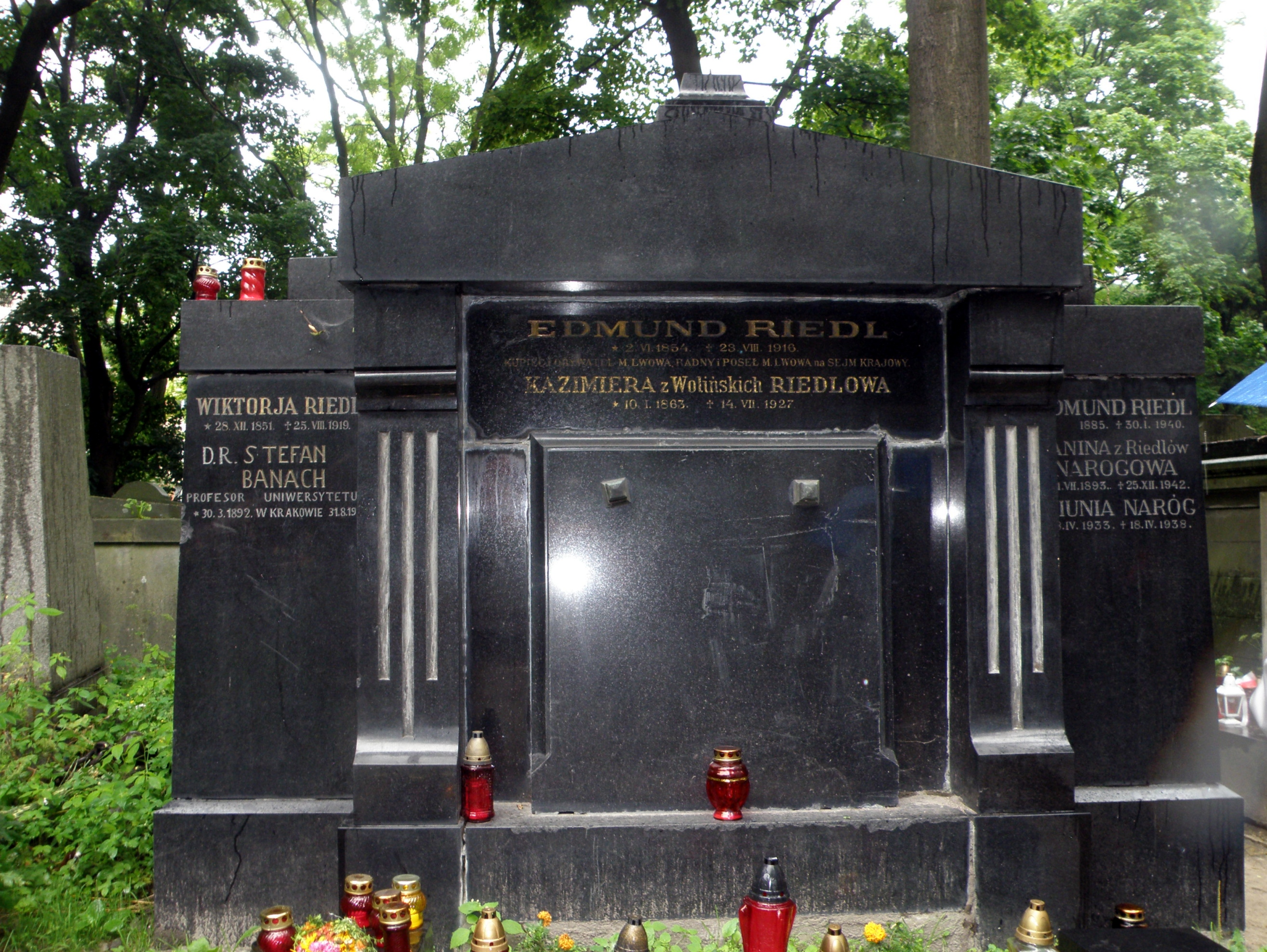
Grobowiec rodzinny Riedlów

Zmarł 23 VIII 1916 roku i został pochowany został na Cmentarzu Łyczakowskim we Lwowie. Uroczystościom pogrzebowym przewodniczył arcybiskup metropolita lwowski – ks. prof. Józef Bilczewski, poprzednio rektor Uniwersytetu Lwowskiego, ustanowiony później świętym Kościoła rzymskokatolickiego. W 1918 prochy Riedla przeniesiono do rodzinnego grobu.
Po śmierci założyciela, kierownictwo przejęli jego trzej synowie, którzy odziedziczyli po nim firmę. 22 września 1939 roku, kiedy Lwów znalazł się pod okupacją sowiecką, właścicieli usunięto przemocą i po 59 latach firma przestała istnieć. Syn Edmund zmarł w 1940 r. we Lwowie, syn Kazimierz został w 1945 r. aresztowany przez NKWD i zesłany do łagru w Krasnodonie (zmarł w 1957 r. w Krakowie), syn Tadeusz zmarł w 1959 r. w Bielsku-Białej. 